# Аккш'єен
Аккш'єен (норв. Akksjøen) — озеро в комуні Нурре-Ланн в фюльке Іннланнет, Норвегія .
Озеро має витік на схід — через річку Аккш'єелва, яка далі змінює назву на Овелла. Площа озера складає 3,8-3,99 км2, висота над рівнем моря — 600 м. Довжина берегів — 17,66 км.